# 윤태빈
윤태빈(尹泰彬, 일본식 이름: 이토 야스아키(伊藤泰彬), 1886년 9월 ~ ?)은 일제강점기의 관료이다.

## 생애
한성부 출생이다. 말기에 관립한성일어학교를 졸업하고 곧바로 외국어학교 교관으로 근무했다. 일본어에 능통한 윤태빈은 한일 병합 조약 체결 직후부터 조선총독부 소속 관리로 근무하기 시작했다. 경기도 도청 내무부에서 일하다가 1935년 경기도 참여관에 올랐으며, 이후 강원도와 충청북도의 지사를 지내면서 1942년 퇴임 때까지 약 22년간 총독부 소속 고위 관료를 역임했다. 퇴임 무렵에는 조선귀족의 예우에 준하는 대우를 받는 종4위, 정4위에 서위되기도 했다. 총독부가 1935년 편찬한 《조선공로자명감》에 조선인 공로자 353명 중 한 명으로 수록되어 있다.
경기도 참여관으로 재직하던 1936년, 《매일신보》에 신년사를 실어 총독부의 시정방침을 선전하고 일본 황실의 번영과 만수무강을 기원하였다. 경기도 참여관과 산업부장을 겸하고 있던 1938년에는 매일신보의 대담기사에서 중일 전쟁과 관련하여 조선의 병참기지로서의 사명을 강조하고, 경기도의 역할에 특히 기대되는 바가 크다는 발언을 했다. 1939년에 또다시 매일신보에 기고하여 “내선일체의 제일선에 활약하는 황군장병의 노고를 격려”하면서 후방에서도 국책수행에 매진할 것을 주문했다. 충청북도 지사로 재임 중이던 1941년에도 《조광》과 매일신보에 전쟁 지원을 역설하는 친일 기고문을 실었다.
관직 활동 외에 1933년 조선신궁 설치 10주년 기념사업을 위해 결성된 조선신궁봉찬회에서 평의원을 지냈고, 중일 전쟁 발발로 인한 전시체제 구축을 위해 조선총독부가 추진한 사회교화방송 상식강좌에는 강사로 참여했다. 같은 해 애국금차회가 발족할 때 주도적인 역할을 하여, 발기인회에 참석해서 모임 결성의 취지를 설명한 일이 있다. 1938년에는 신사참배 강요 정책에 따라 궁성요배와 신사참배를 실행하며 황국신민으로서의 각오를 다지고 후방의 동요를 막자는 취지로 결성된 국민정신총동원조선연맹 참사를 역임했다.
지방관을 지내는 동안 군국주의 성격이 강한 관제 외곽단체 조선국방의회연합회와 반공주의를 주창하는 조선방공협회, 치안 유지를 내세우며 반일 움직임을 감시하기 위해 조직된 지역 단체인 조선경방협회에도 꾸준히 가담했다. 1939년 조선경방협회 강원도 연합지부장 자격으로 "지금 항일정권은 변방에 숨어서 겨우 그 명맥을 유지"하고 있다면서 대한민국 임시정부의 독립 운동을 비하한 일이 있다. 관직에서 퇴임한 후인 1943년에는 식량 수탈을 위한 조선중요물자영단 감사, 1944년에는 국민총력조선연맹 평의원을 지내면서 광복 직전까지도 활발한 활동을 했다. 한국 전쟁 중 조선인민군에 의해 납북되었으며 이후의 행적에 대해서는 거의 알려져 있지 않다.

## 약력

### 대한제국 시기
- 1903년 : 관립한성일어학교 졸업
- 1903년 : 외국어학교 교관 (판임관 6등)
- 1910년 : 관세국 촉탁

### 일제 강점기
- 1912년 : 경기도 도서기
- 1915년 : 경기도 제1부 도서기
- 1917년 : 경기도 장관 관방 도서기 (겸임)
- 1921년 : 경기도 도이사관/산업과장
- 1922년 : 경기도 내무부 도이사관 상공과장
- 1924년 : 고등관 6등
- 1930년 : 함경남도 도사무관/재무부장
- 1932년 : 충청남도 도사무관/내무부장
- 1932년 : 충청남도 도농회장
- 1934년 : 충청남도 도사무관
- 1935년 : 경기도 참여관 및 산업부장
- 1936년 : 경기도 지방미곡통제조합연합회 회장
- 1939년 : 경기도 도농회장
- 1939년 : 강원도 지사
- 1940년 : 충청북도 지사
- 1942년 : 종4위 서위
- 1942년 : 정4위 서위

- 항목

### 훈포장 서훈 내역
- 1928년 : 쇼와기념대례장
- 1929년 : 훈6등 서보장
- 1934년 : 훈5등 서보장
- 1939년 : 훈4등 서보장
- 1942년 : 훈3등 서보장

## 사후
- 2002년 : 친일파 708인 명단 3개 부문 수록 - 도지사, 도 참여관, 조선총독부 사무관
- 2007년 : 대한민국 친일반민족행위진상규명위원회의 친일반민족행위 195인 명단 관료 부문 수록
- 2008년 : 민족문제연구소의 친일인명사전 수록예정자 명단 관료 부문 수록

## 같이 보기
- 조선신궁봉찬회
- 애국금차회
- 국민정신총동원조선연맹
- 국민총력조선연맹

## 참고자료
- 친일반민족행위진상규명위원회 (2007년 12월). 〈윤태빈〉 (PDF). 《2007년도 조사보고서 II - 친일반민족행위결정이유서》. 서울. 996~1027쪽쪽. 발간등록번호 11-1560010-0000002-10. [깨진 링크(과거 내용 찾기)]